# Buda (keresztnév)
A Buda régi magyar személynév, Attila fejedelem öccsének neve a monda szerint. Arany János eposza szól személyéről (Buda halála, 1863). Keresztnévként a 19. században újították fel. Ujgur nyelven megvilágosultat jelent. Egyes vélekedések szerint a szláv Budimir személynévből származik a magyar Bodomérrel együtt. A Budimir elemeinek a jelentése: lenni és béke.
A közhiedelemmel ellentétben a Buda személynév és Buda település (ma Budapest része) nincs összefüggés. Buda neve valószínűleg a szláv voda (víz) szóból származik, amely az ókori Aquincumig megy vissza. A középkori krónikák felületesen a Buda (Bleda) személynévvel kapcsolták össze a város nevét.

## Gyakorisága
Az 1990-es években szórványos név, a 2000-es években nem szerepel a 100 leggyakoribb férfinév között.

## Névnapok
- február 19.[2]
- április 3.[2]
- május 19.[2]

## Híres Budák
- Buda, Attila fejedelem öccse
- Gulyás Buda operatőr

### Az irodalomban
- Buda halála, Arany János balladája
- Buda, Ottlik Géza regénye